# Smilium nudipes
Smilium nudipes is een rankpootkreeftensoort uit de familie van de Calanticidae. De wetenschappelijke naam van de soort is voor het eerst geldig gepubliceerd in 1916 door Annandale.